# Калиська (гміна Каліська)
Калиська (пол. Kaliska, нім. Dreidorf) — село в Польщі, у гміні Каліська Староґардського повіту Поморського воєводства.
Населення — 2307 осіб (2011).

## Демографія
Демографічна структура станом на 31 березня 2011 року:
|          | Загалом | Допрацездатний вік | Працездатний вік | Постпрацездатний вік |
| -------- | ------- | ------------------ | ---------------- | -------------------- |
| Чоловіки | 1171    | 256                | 814              | 101                  |
| Жінки    | 1136    | 213                | 712              | 211                  |
| Разом    | 2307    | 469                | 1526             | 312                  |